# Floreta Ca Noga
Floreta Ca Noga, död efter 1381, var en judisk läkare. 
Hon var utbildad läkare i St Coloma de Queralt i Aragonien. Under medeltiden fick judar inte gå på universitetet, men utbildade sina egna läkare via ett lärlingssystem, och dessa läkare erkändes som fullt kvalificerade och lagliga av övriga samhället. Dessa innefattade kvinnor. 
Hon var hovläkare åt drottningen av Aragonien: det finns dokumentation kvar över en av hennes framgångsrika behandlingar av denna, från år 1381.